# Крек, Джордж
Джордж Крек (англ. George Lillie Craik; 1799—1866) — шотландский учёный. Отец писательницы Джорджианы Крек.
Был профессором английской литературы и истории в Белфасте с 1849 года.
Среди его книг: The New Zealanders (1830), The Pursuit of Knowledge under Difficulties (1831), History of British Commerce (1844), and History of English Literature and the English Language (1861). Соавтор The Pictorial History of England, писал книги об Эдмунде Спенсере и Фрэнсисе Беконе.
Его Sketches of Popular Tumults: Illustrative of the Evils of Social Ignorance (1837) включали рассказ о бунте лорда Гордона, согласно которому мятежники «буквально напились до смерти, а многие другие, лишившиеся возможности двигаться, погибли среди пламени». Это описание, возможно, повлияло на создание «Барнеби Радж» Чарльзом Диккенсом. Герман Мелвилл черпал вдохновение для описания Квикега в своем романе «Моби Дик» из описания в книге Крейка «Новозеландцы» (1830 г.) Te Pēhi Kupe, вождя иви маори из Нгати Тоа, известного своими путешествиями по Англии